# Nguyễn Thị Huyền Diệu
Nguyễn Thị Huyền Diệu (sinh năm 1980 tại Hóc Môn, TP.HCM) là một cựu vận động viên môn Taekwondo người Việt Nam. Trong sự nghiệp của mình cô từng đạt nhiều thành tích cao trên đấu trường quốc tế và nhận được nhiều khen thưởng.

## Thành tích[1]
- HCB
- HCB,
- HCV SEA Games 20, 21, 22, 23

## Khen thưởng[2]
- Huân chương Lao động hạng Ba năm 2001, 2003
- Huân chương Lao động hạng Nhì năm 2005

## Gia đình
Năm 2007 cô thành hôn với cựu vđv Taekwondo từng vô địch Asiad 1998 Hồ Nhất Thống. Hai người đã có một con trai tên Hồ Nguyễn Đại Tùng.